# Арундел, Эдмунд
Эдмунд де Арундел (англ. Edmund de Arundel; примерно 1327 — до 12 февраля 1382) — английский аристократ, старший сын Ричарда Фицалана, 10-го графа Арундела, и Изабеллы ле Диспенсер. Брак его родителей был аннулирован, а Эдмунда соответственно признали бастардом (1344). Всю оставшуюся жизнь он безуспешно добивался восстановления в правах.

## Биография
Эдмунд де Арундел родился примерно в 1327 году в семье Ричарда Фицалана, 10-го графа Арундела, и Изабеллы ле Диспенсер. Он принадлежал к одной из самых знатных и богатых семей Англии и как старший сын должен был унаследовать обширные владения и графский титул. В январе 1331 года Эдмунда обручили с Сибиллой де Монтегю, дочерью Уильяма Монтегю, 1-го графа Солсбери, и Кэтрин Грандисон. Этот брак был заключён к июля 1349 года.
В 1344 году брак Ричарда Фицалана и Изабеллы ле Диспенсер был аннулирован, а Эдмунда соответственно признали незаконнорождённым. Он заявил протест, но безуспешно. Граф Ричард спустя год женился на Элеоноре Ланкастерской, которая родила ему множество детей; старший из её сыновей стал наследником. Эдмунд всё же получил множество поместий в Девоне, Дорсете, Сомерсете и Сассексе. В 1352 году он был посвящён в рыцари, в 1364 году нёс службу во Фландрии. В 1368 году папа римский Урбан V поручил сэру Эдмунду рассказать королю Эдуарду III «о нынешнем состоянии римской церкви в Италии». В 1369 и 1370 годах Арундел сражался во Франции, в том числе при Пон-Валлене. 
После смерти отца в 1376 году сэр Эдмунд оспорил наследование семейных владений и титулов своим младшим единокровным братом Ричардом. В 1377 году он оказался в Тауэре, но вскоре получил свободу благодаря заступничеству шурина, Джона де Монтегю. В феврале 1381 года Арундел отправился в Гасконь с военной экспедицией и там умер до 12 февраля 1382 года.

## Семья
В браке сэра Эдмунда де Арундела и Сибиллы де Монтегю родились три дочери:
- Элизабет, жена сэра Леонарда Кэрью и сэра Джона де Мериета[7][8];
- Филиппа (умерла в 1399), жена Ричарда Серджо и сэра Джона Корнуолла, барона Фэнхоупа[4][9][8];
- Кэтрин (умерла в 1381/82), жена Дейнкура (его имя неизвестно)[10].